# Gliedergürteldystrophie 2I
Die Gliedergürteldystrophie 2I (LGMD2I, neu: LGMD R9) ist eine sehr seltene Erkrankung aus der Gruppe der Gliedergürteldystrophien.

## Krankheitsursache und -entstehung
Die LGMD2I wird durch Mutationen im FKRP-Gen (beim Menschen Chromosom 19q13.3) verursacht und autosomal-rezessiv vererbt.
Das Erkrankungsalter liegt zwischen 6 und 40 Jahren mit unterschiedlich schwerem Verlauf.

## Klinische Erscheinungen
Klinisch ist die Erkrankung durch Muskelschwäche im Becken- und Schultergürtelbereich gekennzeichnet, teilweise treten Myalgien auf.

## Untersuchungsmethoden
Die Creatin-Kinase im Serum kann leicht bis deutlich erhöht sein. Im MRT lässt sich der Umbau der Muskulatur zu Fettgewebe nachweisen. Gesichert wird die Diagnose molekulargenetisch.

## Behandlung
Eine kausale Therapie ist nicht bekannt, so dass symptomatische Maßnahmen wie Physiotherapie im Vordergrund stehen.